# Antônio Lima dos Santos
Antônio Lima dos Santos, detto Lima (São Sebastião do Paraíso, 18 gennaio 1942 – Santos, 3 febbraio 2025), è stato un calciatore brasiliano, di ruolo difensore.

## Caratteristiche tecniche
Giocava originariamente come difensore; tuttavia, dimostrò grande versatilità, giocando sia in difesa su entrambe le fasce, sia come centrocampista, arrivando anche a ricoprire il ruolo di ala destra, in cui segnò la maggior parte delle sue reti.

## Carriera

### Club
Iniziò molto giovane, nel Juventus di San Paolo del Brasile; prima dei diciotto anni, però, venne acquistato dal Santos. Nella società, che allora annoverava Pelé nella sua rosa, Lima divenne uno dei giocatori più importanti, grazie alla sua abilità e versatilità, tanto da divenire uno degli idoli del club. Al suo primo anno vinse il campionato statale, mentre il 1962 vide il Santos primeggiare in vari tornei: oltre al Paulistão, la società di Vila Belmiro si aggiudicò la Taça Brasil e, soprattutto, la Coppa Libertadores 1962 e la Coppa Intercontinentale 1962 (questa alla sua prima edizione), divenendo così il terzo club campione del mondo nella storia del calcio. La stagione successiva fu egualmente positiva, dato che solo il campionato Paulista mancò all'appello. Lima giocò quasi settecento partite nel Santos, riuscendo a realizzare più di sessanta reti: il numero di presenze con la maglia bianca è inferiore solo a quello di Pelé, Pepe e Zito. Il polivalente calciatore arrivò a giocare anche sette gare nel campionato nazionale brasiliano, da poco istituito, prima di trasferirsi al Fluminense, nello stato di Rio de Janeiro, disputandovi tre gare nel Quarto Campeonato Nacional de Clubes. Nel 1975 si trasferì negli Stati Uniti, al Tampa Bay Rowdies, facendo parte, con la maglia numero nove, della rosa che quell'anno giocò nel campionato indoor. Nello stesso 1975 fece ritorno in patria, chiudendo la carriera con la Portuguesa Santista tre anni dopo.

### Nazionale
Debuttò il 2 maggio 1963 contro i Paesi Bassi ad Amsterdam. Prese poi parte alla serie di amichevoli in Europa del maggio 1963, che vide il Brasile contrapposto a Germania Ovest, Inghilterra e Italia. Segnò la sua prima rete a livello internazionale contro l'Ungheria il 22 novembre 1965 a San Paolo. Fu poi richiamato in Nazionale nel 1966 da Vicente Feola, che creò una lista di quarantasette possibili convocati per Inghilterra 1966, da selezionare tramite una serie di amichevoli. Incluso nella lista dei ventidue, Lima giocò tre partite al Mondiale: il 12 luglio contro la Bulgaria, il 15 luglio contro l'Ungheria e il 19 luglio contro il Portogallo.

## Palmarès

### Club

#### Competizioni nazionali
- Campionato paulista: 8

Santos: 1961, 1962, 1964, 1965, 1967, 1968, 1973
- Taça Brasil: 5

Santos: 1961, 1962, 1963, 1964, 1965
- Torneo Rio-San Paolo: 3

Santos: 1963, 1964, 1966

#### Competizioni internazionali
- Coppa Libertadores: 2

Santos: 1962, 1963
- Coppa Intercontinentale: 2

Santos: 1962, 1963
- Supercoppa dei Campioni Intercontinentali: 1

Santos: 1968